# Plagiochila oresitropha
Plagiochila oresitropha là một loài rêu trong họ Plagiochilaceae. Loài này được Spruce mô tả khoa học đầu tiên năm 1885.